# 帶狀疱疹疫苗
带状疱疹疫苗是一种能够降低带状疱疹发病率的疫苗，带状疱疹是一种由水痘带状疱疹病毒（VZV）引起的疾病，该病毒也會引起水痘。患者罹患带状疱疹後會生出令人疼痛的皮疹和水泡，随后可能還會出现慢性疼痛（带状疱疹后神经痛）以及其他并发症。老年人更经常受到此疾病影响，免疫系统较弱的人（免疫抑制）也是如此。带状疱疹和带状疱疹后神经痛都可以通过接种疫苗来预防。

## 产品

### Zostavax
2006年5月，美国药企默克藥廠的带状疱疹疫苗Zostavax在美国獲准註冊，该疫苗为减毒活疫苗，基本上由大于正常剂量的水痘疫苗组成。该疫苗使用對象為六十歲以上而以往曾患水痘之人士，研究証明使用此疫苗後能夠減少約百份之五十的發病率以及三分二的後遺神經痛症狀。同时，Zostavax不适合患有免疫抑制或免疫系统疾病的人群接種。该疫苗对于50～59岁群体受试者的保护率为70%左右，60-69岁群体中的保护效率降至64%，70~79岁群体为41%，80岁及以上人群为18%。2020年11月，Zostavax停产。

### 欣安立适
英国药企葛蘭素史克产的带状疱疹疫苗Shingrix（中国商品名“欣安立适”）是一种重组亚单位疫苗，自2017年10月被美国食品药品监督管理局批准以来已在包括中国在内的许多国家投入使用，与Zostavax同样接种年龄范围为50岁及以上成人。欣安立适的免疫程序为肌肉注射两剂，第2剂与第1剂间隔2个月接种，它对50岁及以上成人受试者的带状疱疹保护效力为97.2%，对70岁及以上成人受试者为91.3%。它的保護年期也較長，但是它引起的併發症較Zostavax更为频繁。

### 感维
2023年2月，中国药企长春百克生物的带状疱疹减毒活疫苗（中国商品名“感维”）获中国批准，并于同年6月上市，该疫苗适用于40岁及以上人群，发热等常见不良反应发生率低于10%，感维的免疫程序仅需接种一剂次，约1,400元人民币。

## 研究
带状疱疹疫苗似乎对痴呆症有一定的防止、推迟作用。一项2024年发表的、囊括超过二十万个美国老人的研究发现重组（欣安立适）疫苗相比活疫苗（Zostavax），关联的降低痴呆症频率的效果更强。在六年的研究期中，接种了重组（欣安立适）疫苗的老人相比没有打疫苗的老人，维持无痴呆症状态的时间长了17%（164天）。